# عفان بن ابی‌عاص
عفان بن ابی العاص پدر سومین خلیفه اهل سنت مسلمانان عثمان بن عفان است. پدر عفان، ابوالعاص بن امیه است. او سه برادر به نام‌های الحکم بن ابی العاص، عثمان بن ابی العاص و مغیره بن ابی العاص داشت.